# Rhyparus henryi
Rhyparus henryi är en skalbaggsart som beskrevs av Zdzisława Stebnicka 1998. Rhyparus henryi ingår i släktet Rhyparus och familjen Aphodiidae. Inga underarter finns listade i Catalogue of Life.